# Luperosaurus brooksii
Luperosaurus brooksii là một loài thằn lằn trong họ Gekkonidae. Loài này được Boulenger mô tả khoa học đầu tiên năm 1920. Tên thông thường trong tiếng Anh của nó là Brooks' Wolf Gecko, nghĩa là tắc kè sói Brook, theo tên của Mr. C. J. Brooks - người đã thu thập mẫu vật gốc.
Phân bố: Sumatra, Indonesia.
Nghiên cứu năm 2020 của Wood et al. cho thấy nó là một phần của chi Gekko, như vị trí đầu tiên mà Boulenger đã đặt.